# Никол Вайдишова
Никол Вайдишова (на чешки: Nicole Vaidišová) е професионална тенисистка от Чехия. На 6-годишна възраст Вайдишова започва уроци по тенис. Важна стъпка за развитието на професионалната и кариера е престоят и в тенис-академията на Ник Болетиери в Брейдентън, Флорида.
През 2006 г. чешката тенисистка влиза в Топ 10 на Световната ранглиста на женския тенис. Това нейно постижение ѝ отрежда място измежду дванадесетте най-млади тениситки, влезли в престижната десетка. През 2005 г., само на 15-годишна възраст, тя вече има спечелени 2 юношески турнира – във Ванкувър и в Ташкент. Това е много успешна за нея година, в която чешката тенисистка достига до 1/8 финал на Откритото първенство на Австралия, осминафинал за Уимбълдън и четвътфинална среща за Откритото първенство на САЩ. В професионалната си кариера има спечелени 6 титли на сингъл и загуба на финала в Истанбул от Винъс Уилямс през 2005 г.
На 17 юли 2010 г. Никол Вайдишова сключва брак с известния чешки тенисист Радек Щепанек. През същата година чешката тенисистка решава да сложи край на кариерата си.

## Спортна кариера
Вайдишова дебютира в професионалния тенис през 2003 г., достигайки три финала подред, от които печели един, този в Пилзен, без да загуби сет. През същата година печели един от най-престижните младежки турнири, „Ориндж Боул“ във Флорида.
Следващата година Никол завършва в първата стотица в ранглистата. На турнира във Ванкувър Вайдишова преминава в основната схема след квалификации и го печели, ставайки шеста в списъка на най-младите победители в турнири. Тогава е на възраст 15 години, 3 месеца и 24 дни. Втората титла за годината Вайдишова печели в Ташкент, побеждавайки на финала Виржини Разано.
По-късно през сезона, на турнира в Токио Никол достига до четвъртфинал, побеждавайки номер 29 в ранглистата, Татяна Головин. Друг голям успех на чешката тенисистка е финала на младежкия турнир на Откритото първенство на Австралия, където губи от Шахар Пеер.
През 2005 година Вайдишова дебютира на някои от най-престижните тенис турнири. В началото на януари Никол достига първия си за сезона четвъртфинал на турнира в Хоубарт. След това играе за първи път на турнир за жени от Големия шлем – Открития шампионат на Австралия, където достига трети кръг. През април 2005 г. Вайдишова влиза в топ-50 на ранглистата, след достигането на първия си четвъртфинал на турнир от I категория – този в Чарлстон. През май Никол за първи път достига до финал на турнир от втора категория, където отстъпва на Винъс Уилямс. През същата година дебютира на Ролан Гарос, отпадайки във втория кръг. През юни изиграва първия си мач на трева, в Бирмингам. Продължава да се изкачва в ранглистата, където влиза в топ-30 и дебютира на Уимбълдън, но губи в третия кръг. По почти подобен начин завършва и първото и участие на Откритото първенство на САЩ, отпадайки в четвъртия кръг. За сметка на това, Вайдишова печели силния турнир в Токио през октомври и става номер 17 в тенис класацията.
През 2006 г. печели шестата си титла от турнири, в Страсбург. Достига полуфинала на откритото първенство на Франция, побеждавайки по пътя тогавашната първа ракета, Амели Моресмо. Това остава най-добрия резултата на чехкинята на турнири от Големия шлем.
През юли участва във Фед къп, като печели двете си срещи, но отборът ѝ губи с резултат 2 – 3. По-късно през същата година достига до полуфиналите на турнира в Станфорд, където е победена от Ким Клайстерс, и първия си полуфинал на турнир от първа категория (в Сан Диего), отново губейки от Клайстерс. След този успех, Никол за първи път влиза в топ десет на тенисистките в света, под номер 9.
В турнира за Купата на Кремъл в Москва, тя побеждава за втори път най-високо класираната в ранглистата Амели Моресмо, спасявайки три мачбола във втория сет. На полуфиналите губи от Надя Петрова. Няколко седмици по-късно те се срещат отново, този път на турнира в Линц и Никол губи отново.
2007 г. започва за Вайдишова с турнира в Сидни. Успешно се представя до полуфиналите, но губи от сръбкинята Йелена Янкович. На първия за година турнир от Големия шлем, Откритото първенство на Австралия, отново губи на полуфиналите, този път от бъдещия шампион Серена Уилямс. Преди Открития шампионат на Франция Никол достига седма позиция в класацията, което е най-доброто ѝ представяне в кариерата.
Въпреки трите си победи над тенисистки от първата десетка и някои други успехи през следващата година, завършва сезон 2008 на 41-во място, поради нестабилно представяне в по-малките турнири. Печели за страната си три победи за Фед къп в мача срещу отбора на Словакия. На Олимпийските игри в Пекин отстъпва в първия кръг от поставената под номер 15 Ализе Корне.
2009 г. е доста неудачна за чехкинята и след Уимбълдънския турнир тя излиза от топ-100 на ранглистата, завършвайки сезона към края на втората стотица. За целия сезон успява да достигне до трети кръг едва три пъти, а в десет турнира губи още в първия кръг или дори на квалификационния етап.
В началото на 2010 г. лошата серия на Вайдишова продължава и тя решава да се откаже от професионалната си кариера.